# Oskar Martin-Amorbach
Oskar Martin-Amorbach (* 27. März 1897 in Amorbach; † 11. Oktober 1987 in Roßholzen) war ein deutscher Maler.

## Leben
Oskar Martin, der später seinen Namen mit seinem Geburtsort ergänzte, wurde am 27. März 1897 als Sohn eines Rechnungsrates in Diensten des Fürsten zu Leiningen in der fränkischen Odenwaldstadt Amorbach geboren. Schon als Schüler wurde sein zeichnerisches Talent erkannt, so dass seinem Wunsch, Kunstmaler zu werden, entsprochen wurde. In der Bensheimer Malschule absolvierte Martin-Amorbach ein einjähriges Praktikum, bevor er 1914 in die Königliche Kunstgewerbeschule München aufgenommen wurde.
1916 musste er seiner Wehrpflicht genügen und nahm als Meldegänger und Divisionszeichner am Ersten Weltkrieg teil. In der Flandernschlacht wurde er schwer verwundet. Erst 1920 konnte Martin-Amorbach sein Malstudium in München als Schüler von Carl Johann Becker-Gundahl und Franz von Stuck, dessen Meisterschüler er wurde, fortsetzen.
Nach Abschluss seines Studiums und Heirat zog Martin-Amorbach nach Samerberg im Chiemgau, wo er sich als jüngstes Mitglied der Künstlervereinigung „Die Welle“ anschloss.
Einer größeren Öffentlichkeit wurde er durch sein Fresko im Münchner Glaspalast, dem Vorgängerbau des Hauses der Deutschen Kunst, bekannt. Die 25 m2 große Kreuzigungsgruppe empfahl ihn für Aufträge zur Ausgestaltung von Kirchen mit Decken- und Wandgemälden.
Im Zuge der grundlegenden Neugestaltung des Ingolstädter Westfriedhofes in den Jahren 1933 bis 1935 gewann Martin-Amorbach den Wettbewerb für die malerische Gestaltung des Innenraums der im Stil des Neoklassizismus errichteten Aussegnungshalle. Er führte den Auftrag 1934 aus und stattete die langgestreckte hohe Halle mit großformatigen Fresken aus. Die Stirnseite schmückt ein monumentales Auferstehungsbild mit einem sechs Meter hohen Christus als Weltenrichter. Die beiden Längsseiten zeigen einen zeitgenössischen Totentanz mit lebensgroßen Figuren, die in Gruppen und jeweils geleitet vom Tod als Knochenmann auf den Weltenrichter an der Stirnseite zuschreiten. Durch die Lebensgröße der Figuren und ihre realistische Wiedergabe sollte zweifellos eine Identifikation der Mitglieder der Trauergemeinden, die sich in der Aussegnungshalle versammeln, mit diesen Figuren ermöglicht werden. Der Ingolstädter Totentanz zeigt exemplarisch und in jeweils geschlechtsspezifischer Ausprägung Berufe und gesellschaftliche Gruppen, die für die nationalsozialistische Volksgemeinschaft als repräsentativ gelten konnten: Handwerker und Bauern, Professoren und Priester (beide Gruppen mit einem lokalen Bezug zu Ingolstadt), Musiker, Richter, Architekt und Arzt sowie ein altes und ein junges Paar und spielende Kinder. Der Zug der linken Seitenwand wird angeführt von drei Soldaten der drei Waffengattungen Heer, Marine und Luftwaffe in zeitgenössischen Uniformen der Wehrmacht; der Zug der rechten Wand wurde angeführt von einem SA-Mann, einem SS-Mann und einem Arbeitsdienstmann als Repräsentanten der NS-Bewegung. Diese Gruppe wurde nach dem Krieg im Auftrag der Stadt Ingolstadt von Martin-Amorbach übermalt durch eine Gruppe aus einem Industriearbeiter, einem Büroangestellten und einer Textilarbeiterin als Protagonisten der Wiederaufbaugesellschaft. Mit dem Ingolstädter Totentanz als Schaubild der nationalsozialistischen Volksgemeinschaft empfahl sich Martin-Amorbach für weitere öffentliche Aufträge im NS-Staat.
Zum 1. Mai 1937 trat er der NSDAP bei (Mitgliedsnummer 4.692.046). Im Rahmen der Eröffnung der Großen Deutschen Kunstausstellung 1939 am 16. Juli erhielt Oskar Martin-Amorbach den Professorentitel verliehen. Die Verleihung des Professorentitels fand auf Grundlage der „Ersten Verordnung des Führers und Reichskanzlers über die Verleihung von Titeln (Professoren-Titel)“ vom 27. August 1937 statt. Der Titel wurde von Adolf Hitler direkt an Angehörige der freien Wissenschaft und Kunst vergeben, die sich „auf ihren Fachgebieten besonders hervorgetan“ hatten. 1941 wurde er zum Professor für Malerei an der Hochschule der bildenden Künste in Berlin bestellt, wo er bis Ende Juli 1943 (Ende des Sommersemesters) tätig war.
Malstil und Motivauswahl der Werke von Martin-Amorbach waren für eine Vereinnahmung durch die nationalsozialistische Kunstpolitik prädestiniert. Ländlich-bäuerliche Motive und Kriegsdarstellungen waren Themen, die für die NS-Ideologie besondere Bedeutung hatten. Nach dem Verbot jeglicher modernen Kunst 1936 blieben nur noch die althergebrachte akademische Genre- beziehungsweise Gattungsmalerei übrig, die als „neue deutsche Malerei“ nunmehr in erster Linie politische Botschaften durch programmatische Bildthemen transportieren sollte. Ein erster Höhepunkt dieser „neuen deutschen Kunst“ stellte die Große Deutsche Kunstausstellung vom 18. Juli bis 31. Oktober 1937 im Haus der Deutschen Kunst in München dar. Weitere Ausstellungen folgten jährlich bis 1944. Martin-Amorbach war mit zwölf seiner Werke, wie etwa der Bauerngrazie (1940) daran beteiligt. 1938 kaufte ihm Hitler sein Bild Erntegang, obwohl es einen religiösen Hintergrund besaß, für 12.000 RM ab. Mit über 78.000 RM Verdienst gehörte er zu den gut Verdienenden dieser Ausstellung.
Das bäuerliche Genre, dargestellt in der Nachfolge von Wilhelm Leibl und Franz von Defregger im Stil der neuen Sachlichkeit, sollte mit den Motiven des Pflügens, Säens und Erntens das Bauerntum als „Blut- und Lebensquelle“ und Rückgrat der „deutschen Volkskraft“ sowie der „völkischen Gesinnung“ zeigen. Die Bilder Der Sämann (1937) und Erntegang entsprachen perfekt diesen ideologischen Vorgaben. Auch zu den Kriegsthemen trug Martin-Amorbach unter anderem mit dem Bild Sie fahren den Tod (1942) bei.  Bei den Ausstellungen Deutsche Künstler und die SS 1944 zeigte er in Breslau ein Bildmotiv „eines um seine Scholle ringenden Wehrbauern“ und einen Vorfrühling in Salzburg.
Seine Popularität im Dritten Reich stellte eine Belastung für sein weiteres künstlerisches Schaffen nach 1945 dar. 1950 beauftragte ihn der Bischof Julius Döpfner mit der Überarbeitung und Ergänzung der durch den Bombenangriff auf Würzburg am 16. März 1945 stark beschädigten Fresken der Würzburger Neumünsterkirche. Diese Arbeiten führte Martin-Amorbach 1950/51 aus. Ende der 1940er Jahre hatte Martin-Amorbach in Würzburg auch die Deckenfresken der Rokoko-Apotheke des Juliusspitals restauriert.
Für das Aula-Treppenhaus der Mozartschule in Würzburg schuf er 1957 das Wandbild Abendland. Das monochrome Ritzbild stellt die Kultur des Abendlandes in bedeutenden Personen der Kulturgeschichte und herausragenden Bauwerken dar.
Oskar Martin-Amorbach starb am 11. Oktober 1987 im oberbayerischen Roßholzen.

## Werke

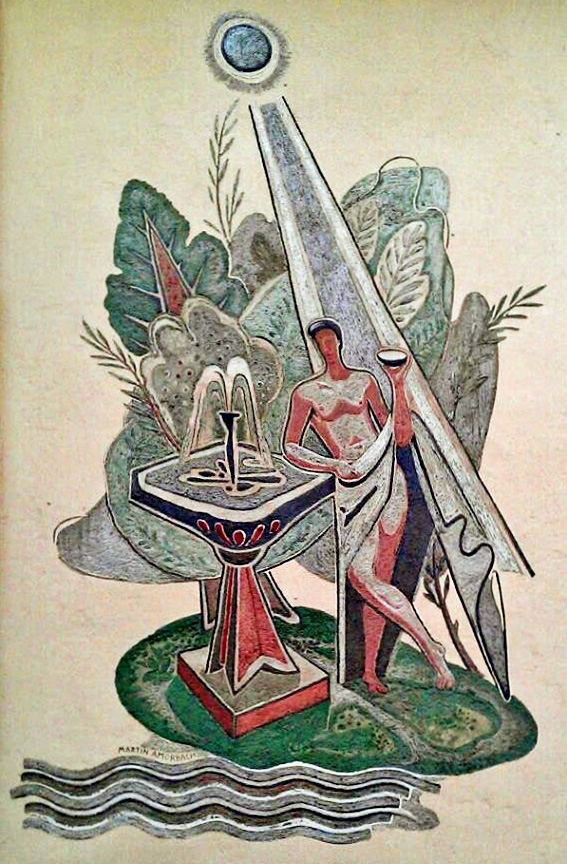
Wandgemälde an der 1954 gebauten DRV-Frankenklinik in Bad Kissingen

- Fresko Kreuzigungsgruppe im Münchner Glaspalast
- Sechs Fresken mit Szenen aus dem Leben Jesu in der Stadtpfarrkirche Lohr am Main
- 1925: Deckenfresko der 14 Nothelfer und Marienkrönungsdarstellung des Hochaltars in der Kirche Amorbach-Beuchen
- 1931: Drei Altarbilder (Unbefleckte Empfängnis, Elisabeth von Thüringen, Wendelin) in der Pfarrkirche Weselberg
- 1931: Deckenfresken im Langhaus in der Stadtpfarrkirche Mariä Himmelfahrt in Tirschenreuth
- 1934: Gemälde Einzug des Petrus Canisius in der Jesuitenkirche in München-Pullach
- 1934–1940: Ausmalung von drei Kuppeln in der Dreifaltigkeitskirche Kappl bei Waldsassen
- Kirche in Pirmasens
- 1934: Auferstehungsfresko und Totentanz in der Aussegnungshalle Westfriedhof Ingolstadt
- 1935: Wandfresko Markthalle Bayreuth[11]
- 1936: Treppenhausgemälde Einzug des Petrus Canisius in die Universität Ingolstadt in der Hohen Schule Ingolstadt
- 1936: Deckenfresko in der Klosterkirche St. Johann im Gnadenthal, Ingolstadt
- 1937: Gemälde Der Sämann
- 1938: Gemälde Vier Jahreszeiten (im Kantinen- und Mannschaftsgebäude des Fliegerhorstes Penzing)
- 1939: Mosaikenentwurf für die Spitalkirche Ingolstadt
- 1940: Temperagemälde Bäuerliche Venus
- 1941: Erkerfresko für die Sparkasse Ingolstadt, Schillerstraße
- 1942: Gemälde Sie fahren den Tod
- 1950–1951: Überarbeitung und Ergänzung der durch die Bombardierung am 16. März 1945 stark beschädigten Fresken der Würzburger Neumünsterkirche
- 1950–1951: Deckengemälde der Florian-Geyer-Stube im Würzburger Weinhaus Zum Stachel
- 1952: Ölgemälde Liegender Akt mit schwarzer Katze
- 1954: Wandgemälde an der DRV-Frankenklinik in Bad Kissingen, Menzelstraße
- 1957: Monochromes Ritzwandbild Das Abendland für die Mozartschule Würzburg
- 1968: Elf Ölgemälde für den goldenen Saal des Augsburger Rathauses
- 1980: Historisches Wandgemälde für den Sitzungssaal des Volkacher Rathauses

## Auszeichnungen
- 1925: Rompreis
- 1982: Ehrenteller der Stadt Amorbach